# Zoilos I.

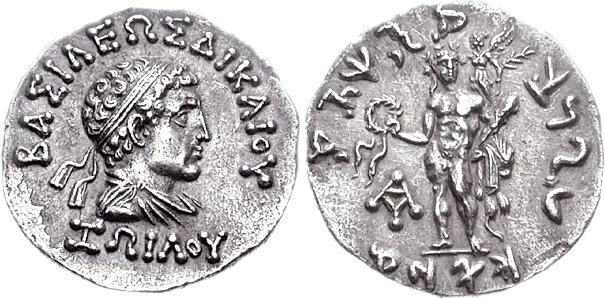
Münze Zoilos’ I.

Zoilos I. war ein indo-griechischer König des zweiten Jahrhunderts v. Chr., der bisher nur von seinen Münzen bekannt ist.
Diese fanden sich im Hindukusch und in Afghanistan, was seinen ungefähren Herrschaftsbereich darstellen dürfte. Seine chronologische Einordnung ist umstritten; in der älteren Forschung wurde er nach Menandros (ca. 150 bis 130 v. Chr.) angesetzt, doch gibt es zwei Münzen des Zoilos I., die von Menandros überprägt wurden, so dass Zoilos I. vielleicht ein Zeitgenosse und sogar Gegner war. Auf seinen Münzen wird Zoilos I. als Dikaios („der Gerechte“) bezeichnet. Sie zeigen auf der Vorderseite sein Porträt, auf der Rückseite oftmals Herakles mit Beischriften in Kharoshthi.